# Автозаводский парк
Автозаводский парк — парк в Нижнем Новгороде. Основан в 1935 году и имеет площадь — 69,9 га, в том числе 2 искусственных пруда площадью 12,5 га.
Границы парка были определены в рамках проекта планировки территории Автозаводского района в 1931 году. До начала строительства на заболоченной территории будущего парка размещались в основном малочисленные естественные зелёные насаждения: берёзы, ивы, тополя. Изначально не было отдельного постановления о выделении, какого-либо участка земли под парк культуры. Территория его формировалась при общей планировке микрорайона «Соцгород».
Автозаводский парк — памятник ландшафтной архитектуры. В нём сохранилась оригинальная регулярная планировка, многорядовые липовые аллеи, система фонтанов, цветочные партеры и широкие аллеи, предназначенные для проведения массовых общественных мероприятий. Парк является яркой иллюстрацией архитектурно-планировочных принципов, разработанных в 1930-х годах, получивших дальнейшее развитие в 1940—1950-е годы.

## История
Проектирование Центрального парка культуры и отдыха в центре Автозаводского района Нижнего Новгорода началось в августе 1934 года. Проектные работы были поручены тресту «Госзеленстрой» наркомата коммунального хозяйства РСФСР под руководством академика архитектуры А. С. Никольского и проектному отделу строительства Соцгорода. Границы будущего нового парка были установлены решением Автозаводского райкома ВКП (б) от 17 марта 1935 года: «между базаром и площадкой будущего Дворца культуры с перспективой расширения его за счёт базарной площади».
В 1935—1936 годах началась высадка деревьев и кустарников. Работы предполагалось продолжить осенью 1937 года путём высадки около тысячи декоративных деревьев и кустарников, а также обнести территорию капитальной изгородью. Основной объём намеченных работ на территории 16 га планировалось завершить только в 1942 году, чему помешала начавшаяся Великая Отечественная война.
В 1944 году работы возобновились на участке первой очереди. Из доклада председателя горисполкома Шульпина на XXXII сессии городского Совета депутатов трудящихся (состоявшейся в начале 1945 года) следовало, что на тот момент планировочные работы были проведены на площади в 8 га, высажено 10 тысяч деревьев и кустарников, выстроена решётка-изгородь, изготовленная на автозаводе. По проекту нижегородского архитектора Б. М. Анисимова был построен деревянный кинотеатр «Родина» и ряд павильонов. Он же проектировал для парка скамейки, стенды и иное оборудование. В следующем году по его проекту была смонтирована чугунная ограда.
В 1950-е годы велось активное обустройство территории: проложены новые тротуары, грунтовые дорожки, завершён капитальный ремонт водополивной сети, ремонт скульптур и другие работы. В 1959 году было окончено строительство фонтана, выполненное силами прессового корпуса ГАЗа. Одновременно начинаются работы по озеленению второй очереди парка. В 1957 году планировалось высадить 4 тыс. деревьев, а в 1959-м эта территория обнесена изгородью. В 1960 году высажено 350 деревьев и 2 тыс. кустарников.
К середине 1960-х годов Автозаводский ПКиО занял территорию в 30 га и стал популярным местом отдыха. В прессе тех лет писали: «Расположен [парк] в центре Соцгорода по проспекту Жданова. Рядом с центральным входом в парк возвышается здание Дворца культуры. Тут же широкоэкранный киноконцертный зал… На территории парка ежегодно высаживается огромное количество различных цветов, разбиты аллеи. В парке множество скульптур, имеются красивые фонтаны. В летнем театре на 600 мест, открытой эстраде на 2000 мест, малой эстраде на 600 мест систематически проводятся концерты и спектакли, читаются лекции и доклады. Работает читальный павильон и танцевальная площадка. К услугам посетителей парка „колесо обозрения“, „русские качели“, „воздушная карусель“, детская карусель, „комната смеха“. В спортивном городке и на массовом поле регулярно проводятся выступления лучших спортсменов… проводятся спортивные состязания. Вдоль аллей и на площадках парка оборудованы выставки, галерея лучших людей автозавода. Парк проводит различные массовые гулянья, организует встречи с лучшими людьми города, новаторами производства, проводит дни музыки, техники и т. п.»
В 1972 году от парка отсекли часть территории площадью 17 га под строительство спорткомплекса (манежа) Горьковского автозавода. Чуть позже в северо-западной части второй очереди парка на площади 1,03 га началось строительство здания школы. В том же году был отведён земельный участок под застройку административно-культурного центра на Дворцовой площади и сделано освещение пешеходных аллей. В период 1970-х годов участок в северо-западной части парка площадью 6,09 га был выделен под комплекс женской тюрьмы. К 1978 году Автозаводский парк занимал территорию в 83 гектара.
В 1986 году авторским коллективом московского института «Гипрокоммунстрой» в составе А. В. Глотова, В. Н. Антонинова и С. Ю. Иванова был выполнен проект реконструкции парка, который однако так и остался на бумаге. В конце 80-х годов при активном участии сотрудника Горьковского автозавода И. И. Фокина предпринимались попытки формировать рукотворные ландшафты на участке второй очереди парка с определением береговой линии прудов, устройством холмов, регулярных посадок ясеня зелёного, берёзы повислой и групповых насаждений яблони ягодной.
В 1992 году Горьковский автозавод прекратил финансирование работ по содержанию и развитию парка. Решением Нижегородского областного Совета народных депутатов № 288-м от 31.08.1993 года Автозаводский парк отнесён к числу памятников ландшафтной архитектуры, а 24 ноября 1993 года подписано распоряжение генерального директора АООТ «ГАЗ» № 770 «О передаче в хозяйственное управление администрации Автозаводского района объектов УЖКХ», а 21 марта 1995 года распоряжение Комитета по управлению государственным имуществом Нижегородской области № 214 «О передаче парка культуры и отдыха Автозаводского района с баланса АООТ „ГАЗ“ на баланс администрации Автозаводского района». В 1995 году было создано ОАО «Автозаводский парк» для оперативного управления и обслуживания парка, в 1999 году переформатированное в муниципальное унитарное предприятие.
В 2004—2005 годах часть территории ПКиО второй очереди площадью 18,5 га вдоль Молодёжного проспекта была застроена многоэтажными жилыми домами, что нарушило пространственно-визуальные связи сложившейся территории. В 2006 году на участке второй очереди парка была выделена территория под строительство жилого микрорайона «Водный мир», что сократило территорию парка на 40 гектаров.
30 сентября 2013 года был снесён деревянный кинотеатр «Родина», находившийся на территории парка. По мнению специалистов общественной организации «Спасград», здание обладало признаками объекта культурного наследия как редкий образец паркового летнего кинотеатра советского периода. Замглавы Автозаводского района Алексей Кулясов объяснил снос тем, что здание находилось в крайне аварийном состоянии, но в действительности, на его месте коммерческой фирмой ООО «Светёлка» предполагалось построить спортивно-развлекательный центр.

## Архитектурно-планировочное решение
Общая площадь Автозаводского парка в настоящее время составляет 69,9 га. Он занимает центральное место в структуре Автозаводского района и является частью исторического района Соцгород. ПКиО — ключевой узел поворота каркаса планировочной структуры застройки, идущей параллельно реке Оке. Основная градостроительная ось — проспект Ленина — разделяется парком на два направления: проспект Веденяпина и проспект Вернадского. С северной, западной и южной стороны он окружён жилыми кварталами. С восточной — граничит с главной площадью Автозаводского района, на которой расположены Дворец Культуры ГАЗ, кинотеатр «Мир», автозаводский универмаг, станция метрополитена и парадный сквер. Сквер на центральной площади в 2 га разработан в 1933—1935 годах московской архитектурной мастерской И. Голосова и является частью паркового ансамбля.
Парк разделён на две части. Первая, площадью 36,6 га, архитектурно и планировочно наиболее цельный участок, с сохранившимися фрагментами исторической планировки и парковыми павильонами. С севера эта часть ограничена проспектом Молодёжным, с юго-востока — улицей Старых Производственников, с запада и юго-запада — улицей Смирнова. Вторая часть разделена улицей Колхозной на два участка: северный (10 га) и южный (21,6 га). Значительную её часть занимает поверхность искусственных прудов: северного (3,6 га) и центрального (8,9 га). В целом парк имеет форму близкую к треугольнику.
Проект парка был заказан академику архитектуры А. С. Никольскому, автору Приморского парка Победы на Крестовском острове Санкт-Петербурга. Детальная планировка была выполнена трестом «Горстройпроект» Главстройпрома Наркомата тяжёлой промышленности СССР. Парк получил типичные черты ЦПКиО советского времени. В начале 1946 года первая очередь была в целом закончена и сложилась регулярная планировочная структура с ярко выраженными осями, которые пересекаются под прямым углом и образуют овальную площадь с большим фонтаном круглой в плане формы. Главная ось формируется широкой 15-метровой двухрядной липовой аллеей с партером в центре и системой фонтанов, завершающейся круглой площадкой с кольцевыми дорожками с фонтаном меньшего размера, так называемым арборетумом.
Второстепенная ось была образована аллеей с серией коврово-мозаичных цветочных партеров. В парке размещались многочисленные павильоны и малые архитектурные формы, имеющие архитектурно-историческое значение: вазы, фонтаны, павильоны-читальни, кинотеатры, беседки. Большая их часть, к сожалению, утрачены. На пересечении некоторых дорожек сохранились парковые вазоны. В исторической части: кинотеатр «Родина» (снесён), танцплощадка, сцена с кинопроектной будкой, здание общественных уборных, остатки фонтанного оборудования, фрагменты балюстрады.

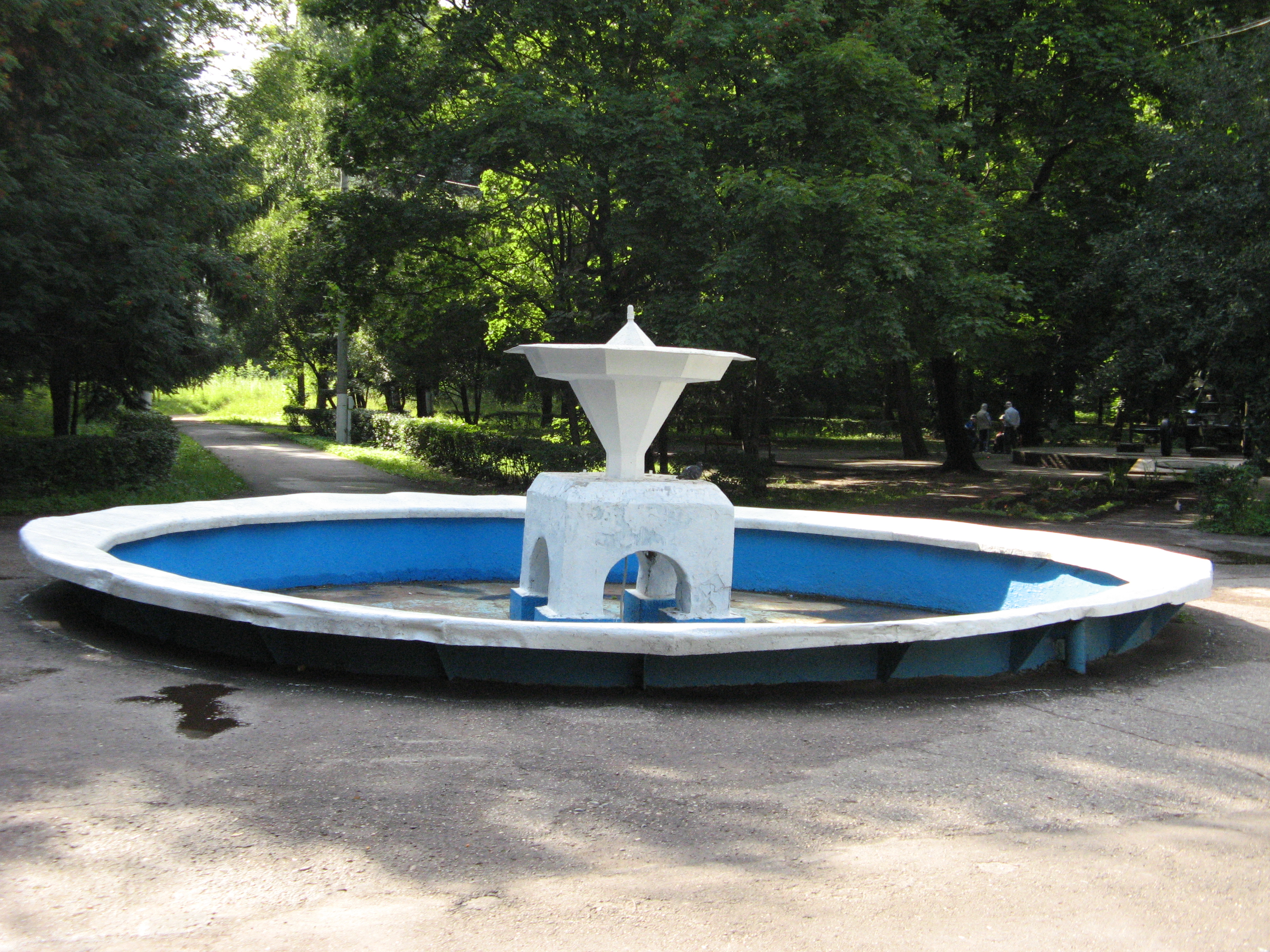
Малый фонтан.
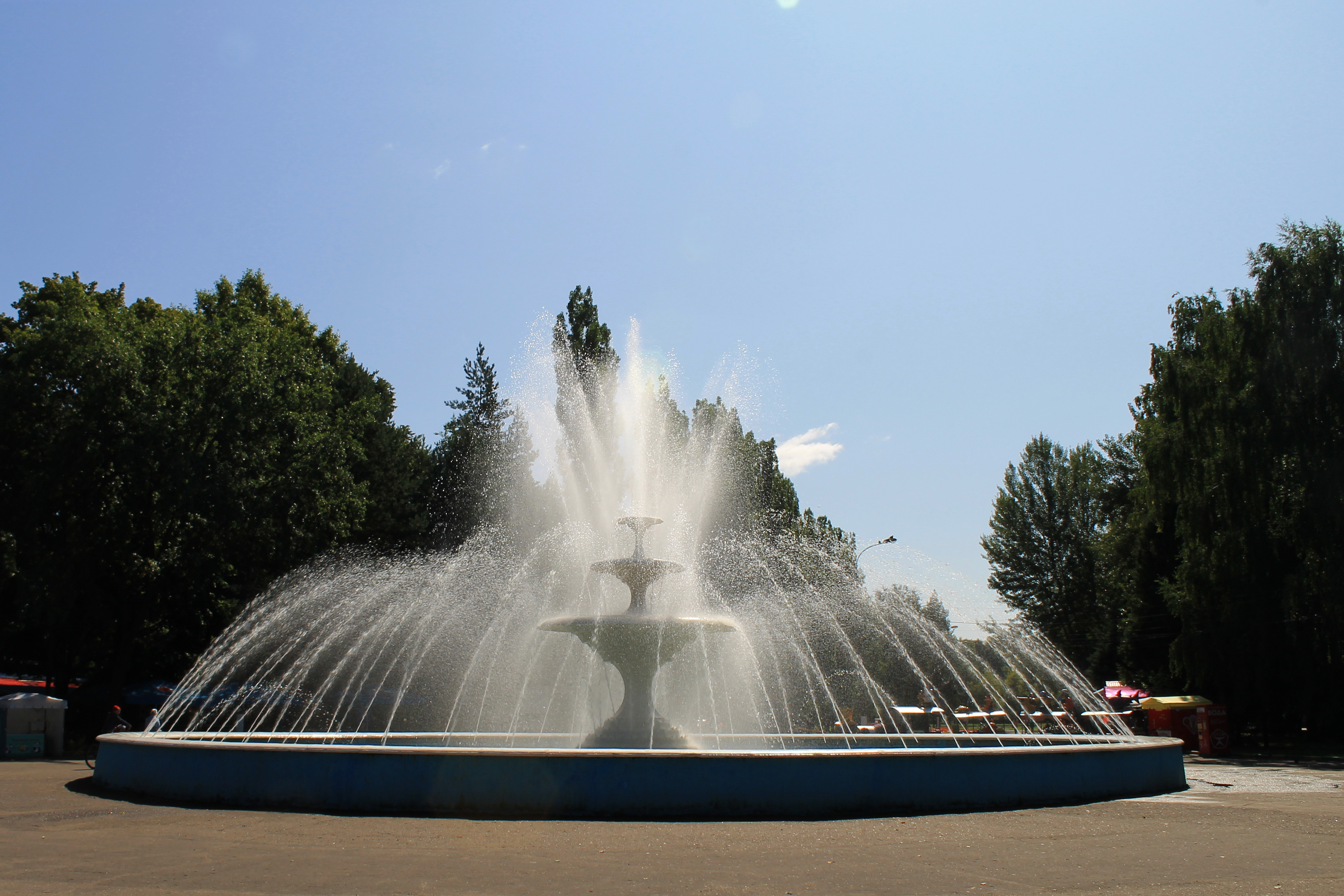
Большой фонтан.
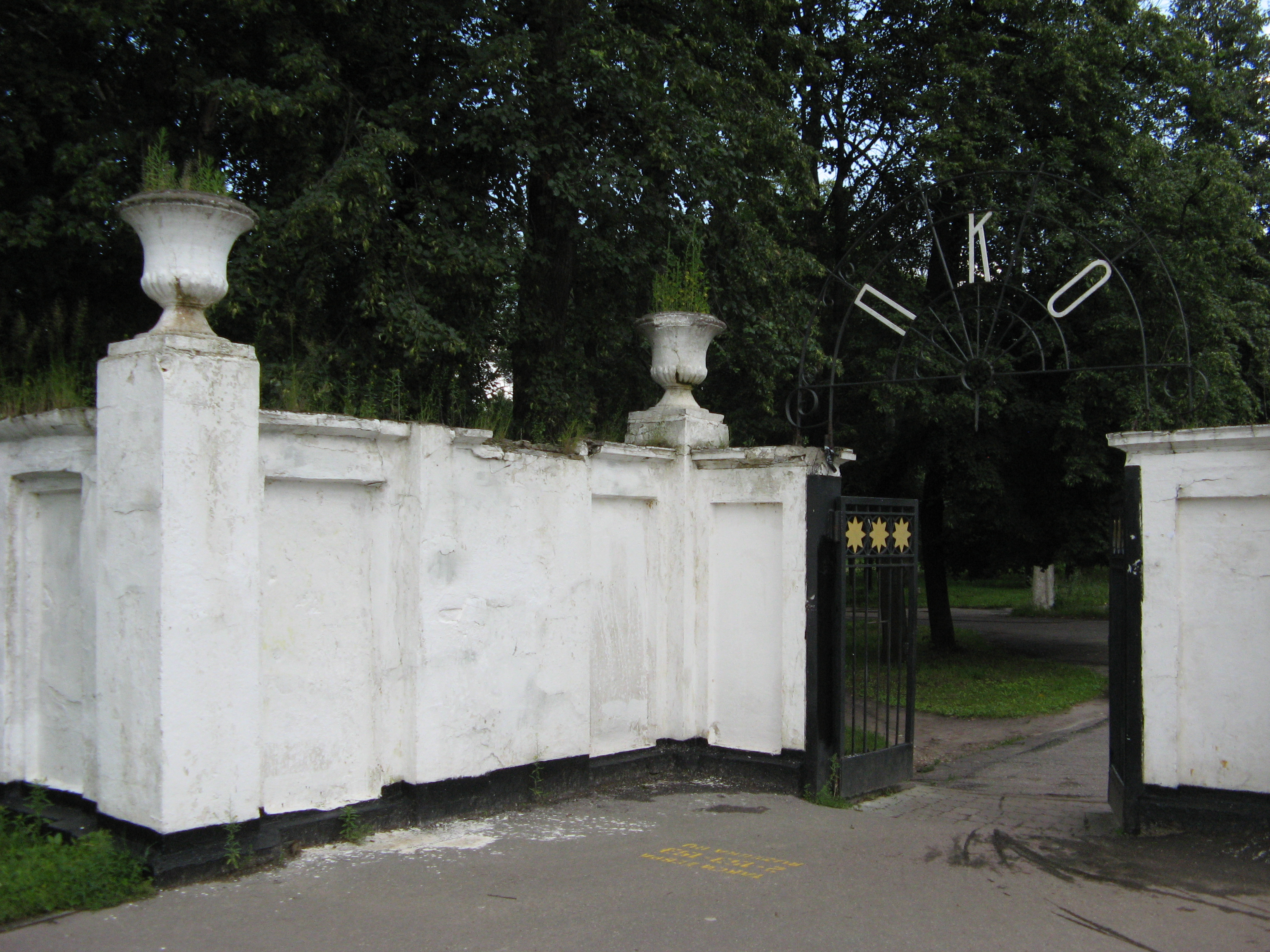
Стена с вазонами.

## Дендрарий
Дендрарий расположен в первой очереди парка и занимает его юго-западную часть. В период с 1957 по 1972 годы в парке ежегодно проводились посадки деревьев, кустарников и цветников, с этого времени начинается создание дендрария. Посадки растений проводились стихийно по инициативе администрации парка, Автозавода и Автозаводского района во время субботников и различных акций. Значительную роль в создании насаждений сыграл житель Автозаводского района, энтузиаст А. И. Фокин, который лично высадил в парке десятки сосен сибирских, кедровых и голубых елей.
В настоящее время площадь дендрария составляет 4,2 га. Его территория с западной стороны ограничена улицей Старых Производственников, с северной и южной — пешеходными дорожками, с восточной — примыкает к зоне аттракционов.
В дендрарии произрастают 80 различных видов растений, среди которых есть чрезвычайно ценные: айва обыкновенная Cydonia vulgaris, клён мелколистный (клён моно) Acer mono, катальпа бигнониевидная Catalpa bignonioides, сосна чёрная австрийская Pinus nigra ssp. Nigra и другие. Особую ценность представляет массив сосны сибирской кедровой Pinus sibirica, куртина красных дубов Quércus rúbra и липы крупнолистной Tilia platyphyllos. Значительное количество редких видов растений дополняют: Тисс ягодный Taxus baccata, Ель Бревера Picea breweriana, Ель чёрная Picea mariana, Ель сербская Picea omorica, Вишня пенсильванская Cerasus pensylvanica, Малина душистая (малиноклён душистый) Rubus odoratus, Смородина золотистая Ribes aureum и другие. Многие из этих растений нетипичны для флоры Нижнего Новгорода.

## Архитектурные объекты
К началу 1950-х годов на территории парка было открыто более 20 павильонов: читальные, физкультурные, литературные. Были выстроены каменные уборные с проточной водой, кинотеатр «Родина» и деревянное резное кафе. Парк был наполнен малыми архитектурными формами и статуями. Всего в период с 1940-х годов по 1953 год было установлено более 40 изваяний. Большинство из построек не сохранились. На 2019 год в хорошем состоянии находились Главные ворота, чугунная ограда, аллея фонтанов, часть балюстрады центральной аллеи, некоторые вазоны. В заброшенном состоянии находятся бывшее здание шахматного клуба, бывшая танцплощадка и здания общественных уборных.

### Главные ворота
Главные ворота Автозаводского парка расположены в его восточной части. Выполнены из дерева и имеют композицию, сходную с триумфальными арками. Предположительно, автором является архитектор Б. М. Анисимов, проектировавший ограду парка и кинотеатр «Родина». Ворота образуют единую композицию с дугообразными в плане глухими участками ограды, фланги которых акцентированы небольшими башенками-павильонами, напоминающими парковые беседки с ажурными диагональными решётками и полуциркулярными аркадами. Данными строениями организуется небольшая открытая площадка, обращённая в сторону площади И. Киселёва и Молодёжного проспекта.
Композиция сооружения построена на классицистических принципах с применением симметрии. Центральная ось симметрии подчёркнута высокой аркой, имеющей трёхступенчатое завершение по типу аттика. Плоскости стен обшиты «в ёлочку». Верхняя ступень увенчана картушем — декоративным элементом в виде круга, в котором расположено рельефное изображение раскрытого цветка в обрамлении колосьев.
С обеих сторон к арке примыкают двухпролётные портики. Каждый портик состоит из трёх массивных пилонов, объединённых по верху профилированным карнизом с раскреповкой над пилонами. Над карнизом помещена ажурная балюстрада, несущие столбики которой являются продолжением пилонов, а ряд балясин из тонких брусьев дополнен аркатурой. Арки, устроенные между пилонами имеют меньший пролёт. По оси арок расположены замковые камни, а в пространстве между арками и ордерной сеткой портика в диагональном направлении — трилистники. Пилоны, вертикальная обшивка которых имитирует каннелюры, завершаются капителями в виде накладных элементов растительного орнамента.
Деревянные Главные ворота парка являются ярким представителем типа крайне редких на сегодня сооружений, сохранившего первоначальный исторический облик. Его типология, общий облик, объёмно-пространственная структура являются характерными для подобных сооружений советского периода середины XX века. В то же время, архитектурно-художественное решение сооружения представляет собой оригинальную авторскую интерпретацию стилистики советского неоклассицизма 1940—1950-х годов.

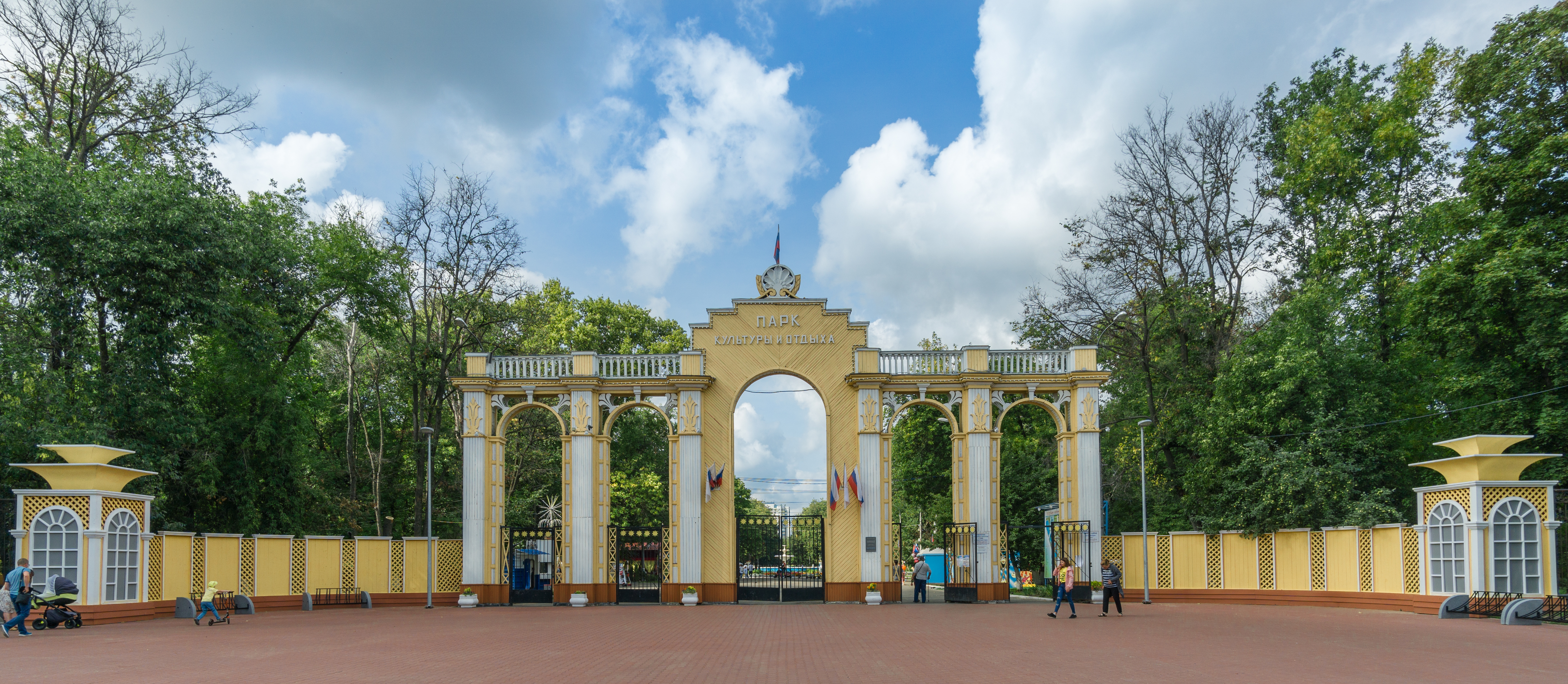
Главные ворота парка с башенками-павильонами.

### Аллея фонтанов
В парке расположена центральная аллея фонтанов, в которую входят 14 маленьких фонтанов, большой центральный фонтан и круглый фонтан у зенитной установки. Над вазонами и скульптурными группами для шести фонтанов работал руководитель скульптурно-формовочной мастерской Автозаводского района Александр Колобов. В 2019 году аллея фонтанов была реконструирована с сохранением исторического облика.

### Кинотеатр «Родина»
Решение о строительстве летнего кинотеатра в Соцгороде было принято в 1944 году во время Великой Отечественной войны. В объявленном конкурсе победил автозаводский архитектор Борис Михайлович Анисимов (1909—1985). Деревянный кинотеатр был построен на месте бывшего рынка, переведённого после на новую территорию, за гостиницей «Волна». Первоначально кинотеатр имел название «Победа» и был выстроен в рекордно короткие сроки, за что архитектор Анисимов и прораб Елизаров были награждены памятными золотыми часами. Лепные детали фасадов на тему героического труда эпохи выполнил мастер-лепщик М. А. Ларин.
Здание располагалось на территории парка, главным фасадом было ориентировано в сторону Молодёжного проспекта. С южной стороны к нему примыкал открытый летний театр. Выполнено было из дерева, с одним залом. Перекрыто двускатной пологой крышей. Главный северный фасад, завершённый полуфронтоном, решён с использованием темы трёхпролётной триумфальной арки, которая оформляла глубокую лоджию. Протяжённые восточный и западный фасады были оформлены открытыми галереями-аркадами. В аркадах использовались приёмы и декоративные элементы разных эпох: принцип римской арочно-ордерной ячейки; тройное итальянское окно; лёгкая готическая стрельчатость широких арок; диагональная прозрачная решётка из тонких брусьев над арками, напоминающая о парковых деревянных беседках; неоклассический ордер с пилястрами и пилонами, завершёнными зубчатыми капителями, с навершиями в виде восьмиконечных звёзд.
Деревянные аркады служили главной архитектурной темой в облике здания, придавая ему ажурность и декоративность, что послужило поводом историку, публицисту и культурологу К. Кобрину назвать кинотеатр «пролетарской Альгамброй».
На протяжении долгого времени кинотеатр «Родина» являлся одним из важнейших культурных центров Автозаводского района. В нём показывались кинофильмы, проводили концерты художественной самодеятельности, детские праздники, лекции. В конце 1990-х — начале 2000-х годов кинотеатр пережил несколько поджогов, но оставался в удовлетворительном состоянии. В 2013 году осуществлялась государственная историко-культурная экспертиза здания, в процессе которой, перед тем, как здание признают памятником, собственник — ООО «Светёлка», поспешил снести кинотеатр.
Эксперты И. С. Агафонова и А. И. Давыдов в ходе акта экспертизы определили, что кинотеатр обладал несомненной исторической, архитектурной и градостроительной ценностью и имел особое значение для истории и культуры региона.

## Транспорт
Вблизи парка расположена станция метро «Парк культуры», остановка трамвая № 8 и несколько остановок иного общественного транспорта.